# Ghiacciaio Sandy
Il ghiacciaio Sandy è un piccolo e ripido ghiacciaio lungo circa 0,6 km situato nella regione centro-occidentale della Dipendenza di Ross, in Antartide. Il ghiacciaio, il cui punto più alto si trova a circa 1400 m s.l.m., si trova in particolare nella zona orientale della dorsale Olympus, poco a ovest del ghiacciaio Enio, dove fluisce verso sud-ovest, a partire dal versante meridionale del monte Oreste e scorrendo lungo il versante occidentale del passo Bull, senza però arrivarne sul fondo, ma alimentando, durante il suo scioglimento estivo, alcuni piccoli torrenti lì presenti.

## Storia
Il ghiacciaio Sandy è stato mappato dalla squadra occidentale della spedizione Terra Nova, condotta dal 1910 al 1913 e comandata dal capitano Robert Falcon Scott, ma è stato così battezzato solo in seguito da Wakefield Dort, un geologo del Programma Antartico degli Stati Uniti d'America che prese parte alla spedizione antartica organizzata dall'Università del Kansas nella stagione 1965-66 e che, compiendo studi sul ghiacciaio, scoprì che esso è formato da strati alternati di ghiaccio e sabbia.